# Francisco Escalero
Francisco Garcia Escalero (Madrid, 24 maggio 1948 – Alicante, 19 agosto 2014) è stato un serial killer spagnolo.
Soprannominato dalla stampa matamendigos o mendigo asesino, è stato ritenuto colpevole di 10 omicidi effettuati tra il 1987 e il 1993.

## Biografia
Nato da una famiglia di umili origini, visse l'infanzia in un ambiente di estrema povertà sviluppando un quadro psicologico disastrato, pervaso da tendenze al suicidio o a rifugiarsi all'interno del cimitero situato vicino alla sua abitazione. Passato nell'adolescenza ai piccoli furti, nel 1973 fu condannato a sessant'anni di detenzione per aver violentato una donna in un cimitero.
Scarcerato nel 1984, iniziò a vivere vagabondando e a consumare numerose quantità di Ropinol e alcoolici che cominciarono a generare nella sua mente delle allucinazioni sotto forma di voci che lo costringono ad uccidere. Tra il 1987 e il 1993 Escalero uccise barboni e prostitute utilizzando metodi violenti (decapitazione, sfondamento del cranio, pugnalate) che includevano, in alcuni casi, atti di tortura, mutilazione e necrofilia.
Fu arrestato nel 1993 in seguito ad una confessione effettuata in un ospedale (dove era ricoverato in seguito ad un incidente stradale), nella quale si attribuì l'uccisione di quindici persone. Gli interrogatori successivi ridussero il numero di vittime a tredici, di cui undici identificabili: il processo, avuto luogo nel dicembre 1995, giudicò Escalero incapace di intendere e di volere, disponendone la detenzione permanente in un ospedale psichiatrico di Fontcalent, nel municipio di Alicante, dove, la notte del 19 agosto del 2014, muore per cause naturali.
| Nome                       | Data di morte     |
| -------------------------- | ----------------- |
| Mario Román González       | 27 agosto 1987    |
| Mari                       | 11 novembre 1987  |
| Juan Cámara Baeza          | 5 marzo 1988      |
| Ángel Heredero Vallejo     | 19 marzo 1989     |
| Julio Santiesteban Rosales | maggio 1989       |
| Juanito                    | 1991              |
| Mariano Torrecilla Estaire | 1991              |
| Lorenzo Barbas Marco       | settembre 1991    |
| Ángel Serrano Blanco       | 29 luglio 1993    |
| Víctor Luis Criado Martí   | 19 settembre 1993 |